# Тун, Джордж (футболист, 1868)
Джордж Тун (англ. George Toone; 10 июня 1868 — 1 сентября 1943) — английский футболист, вратарь. Наиболее известен по выступлениям за футбольный клуб «Ноттс Каунти», а также за национальную сборную Англии.

## Клубная карьера
Уроженец Ноттингема, Тун выступал за юношеские команды местных клубов «Форест Олимпик» и «Сент-Сейвиор». В 1886 году выступал за «Линкольн Сити», через год стал игроком «Ноттингем Джардин», а в 1888 году перешёл в «Ноттс Рейнджерс». В 1889 году стал игроком «Ноттс Каунти», с которым подписал свой первый профессиональный контракт. Дебютировал за клуб 7 сентября 1889 года в матче Футбольной лиги против «Вулверхэмптон Уондерерс». В сезоне 1893/94 помог команде дойти до финала Кубка Англии, в котором «Ноттс Каунти» обыграл «Болтон Уондерерс» со счётом 4:1 на стадионе «Гудисон Парк». В сезоне 1896/97 помог команде выиграть Второй дивизион Футбольной лиги.
В августе 1899 года перешёл в клуб «Бедминстер». 10 апреля 1900 года «Бедминстер» был объединён в клубом «Бристоль Сити», после чего Тун продолжил выступления уже за «Бристоль Сити». В декабре 1901 года Тун вернулся в «Ноттс Каунти», а в 1902 году завершил карьеру футболиста.

## Карьера в сборной
5 марта 1892 года дебютировал за национальную сборную Англии в матче Домашнего чемпионата против сборной Уэльса на стадионе «Рейскорс Граунд» в Рексеме. В той игре англичане победили соперника со счётом 2:0.
2 апреля 1892 года провёл свою вторую (и финальную) игру за сборную Англии: это был матч против сборной Шотландии на стадионе «Айброкс Парк» в Глазго, в котором англичане одержали победу со счётом 4:1, выиграв Домашний чемпионат.

## Достижения
«Ноттс Каунти»
- Обладатель Кубка Англии: 1893/94
- Победитель Второго дивизиона: 1896/97

Сборная Англии
- Победитель Домашнего чемпионата Великобритании: 1892

## Личная жизнь
Его сын Джордж Тун-младший также был профессиональным футболистом.